# Festuca rupicola
Festuca rupicola är en gräsart som beskrevs av János Johann A. Heuffel. Festuca rupicola ingår i släktet svinglar, och familjen gräs. Inga underarter finns listade i Catalogue of Life.